# 下亞厘畢道

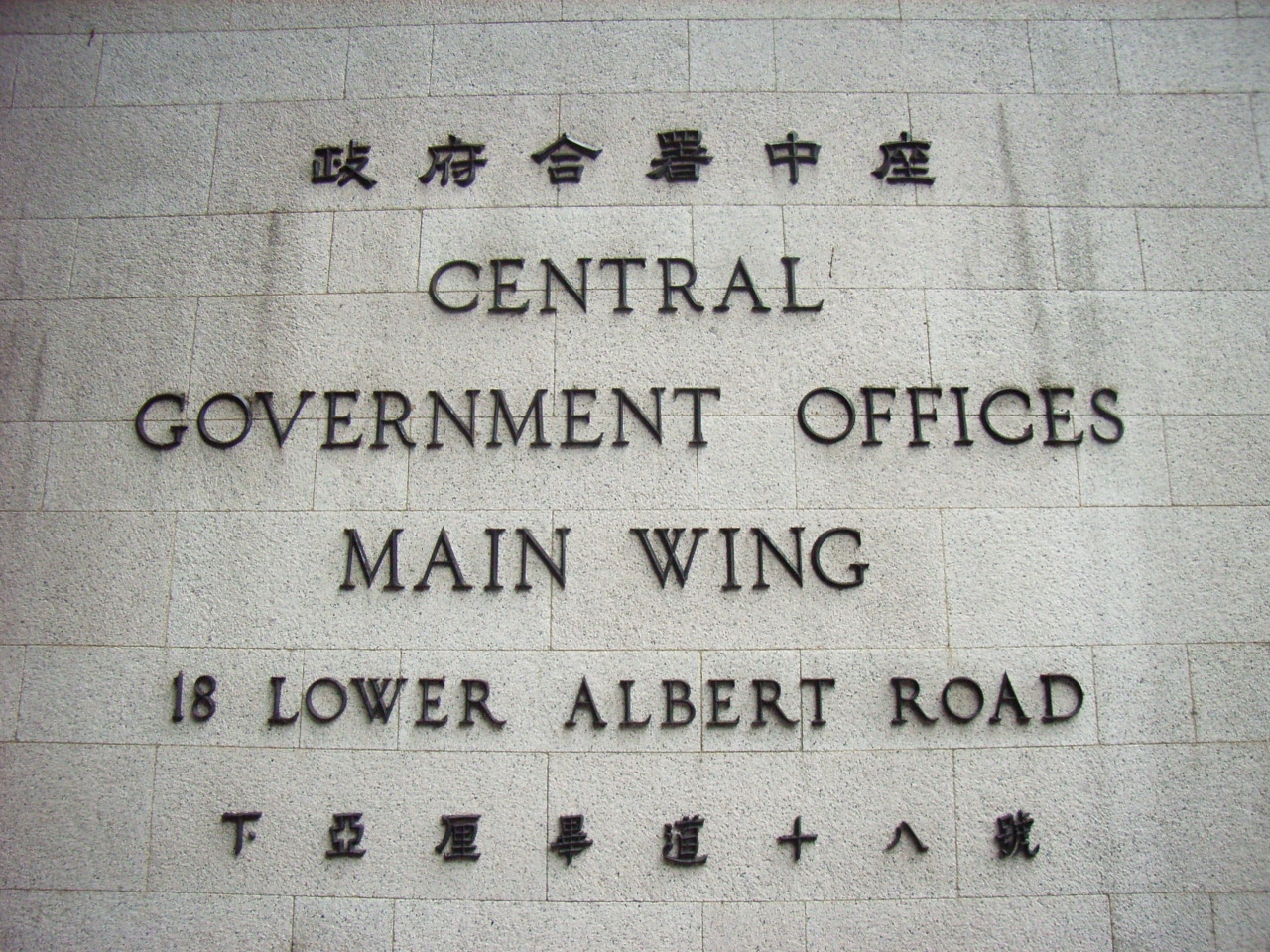
中區政府合署分東座、西座及下亞厘畢道18號中座

下亞厘畢道（英語：Lower Albert Road）是香港香港島中環一處有名的街道，因為香港政府總部曾設於該處，常有遊行示威引致交通問題，而經常受到傳媒關注。其名取自維多利亞女皇的丈夫-亞厘畢親王。
該處的中區政府合署有五十多年歷史，是一座以簡約主義風格的行政大廈建築物，於政府總部搬遷時，也備受環保及政治愛好者關注。政府總部遷往金鐘添馬後，中區政府合署改為律政中心。

## 位置

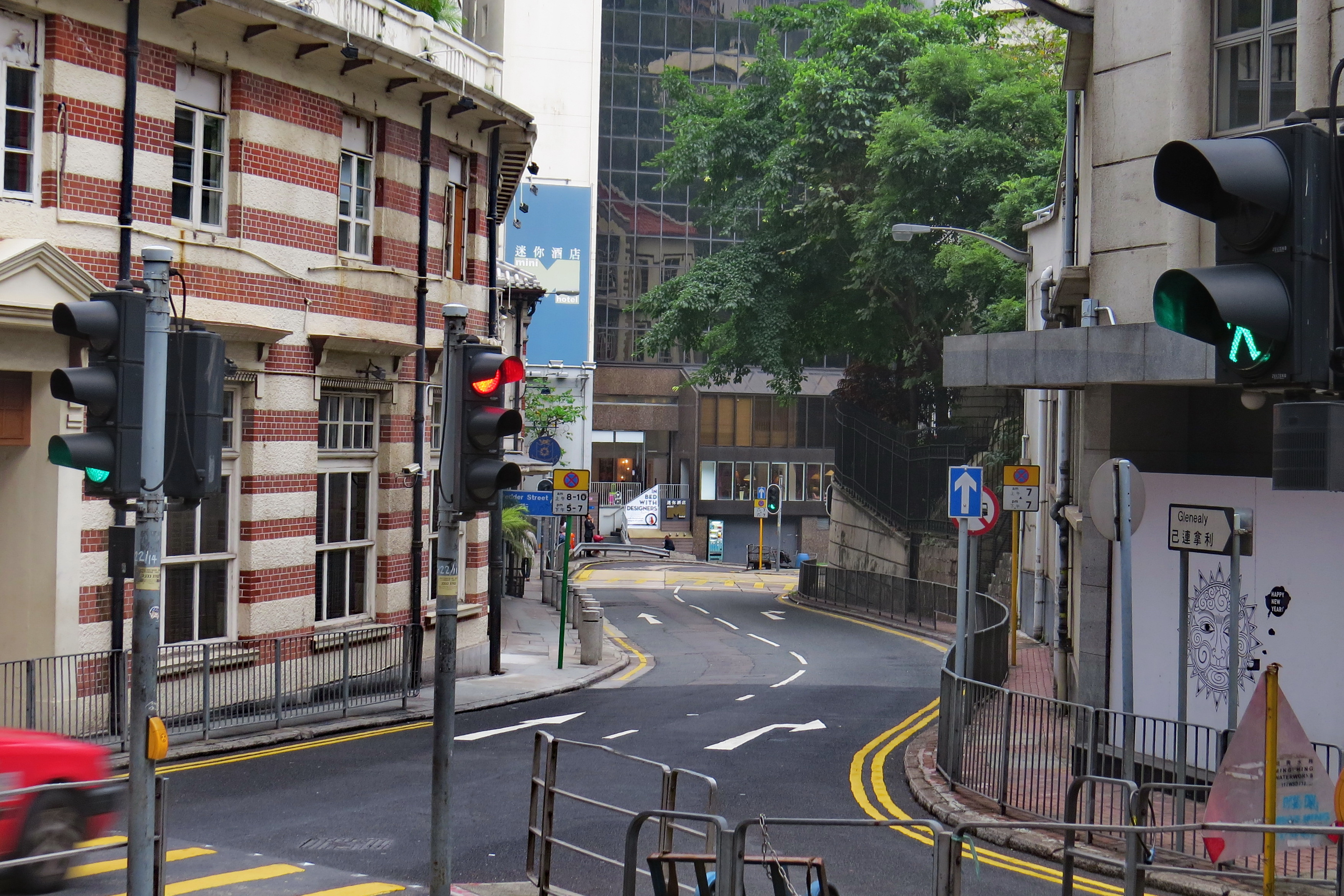
下亞厘畢道近藝穗會一段，右方道路為己連拿利。

下亞厘畢道一條大弓字形的街道西東開建在香港禮賓府與中區政府合署之間，西接中環雲咸街，起自藝穗會，經過港中醫院，見上亞厘畢道靠左，分別經中區政府合署西座及中區政府合署東座，經美國駐香港總領事館，入花園道止。

## 交匯道路
- 紅棉路
- 花園道
- 上亞厘畢道
- 雪廠街
- 己連拿利
- 德己立街
- 雲咸街

## 流行文化
香港樂隊my little airport在專輯《火炭麗琪》中有一首名為「下亞厘畢道」的歌曲。

## 相關
- 上亞厘畢道
- 香港禮賓府
- 香港聖公會福利協會，在下亞厘畢道1A

## 外部參考
- 下亞厘畢道中原地圖[]
- 下亞厘畢道古樹名冊[永久]
- 上亞厘畢道防空隧道網絡（页面存档备份，存于）
- 藝穗會所在的建築物是建於1890年